# استان وربانو-کوزیو-اوسولا
استان وربانو-کوزیو-اوسولا (به ایتالیایی: Province di Verbano-Cusio-Ossola) استانی در شمال غربی کشور ایتالیا است. وربانو-کوزیو-اوسولا در منطقهٔ پیمونت قرار دارد و مرکز آن شهر وربنیا است. مساحت این استان ۲٬۲۵۶ کیلومترمربع و جمعیت آن طبق سرشماری سال ۲۰۱۱ میلادی، تقریباً ۱۶۰٬۳۸۵ نفر بوده است.

## نگارخانه

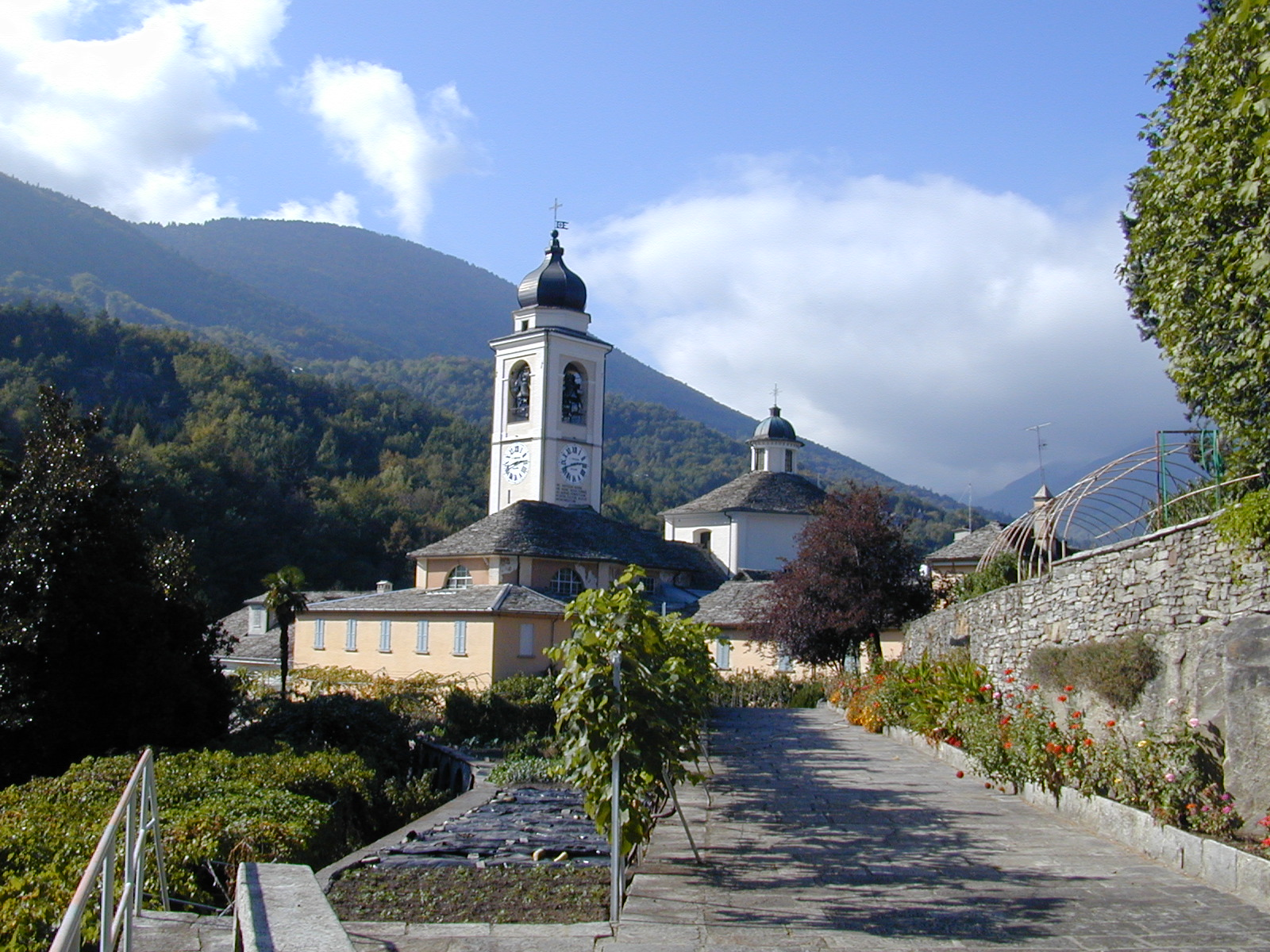
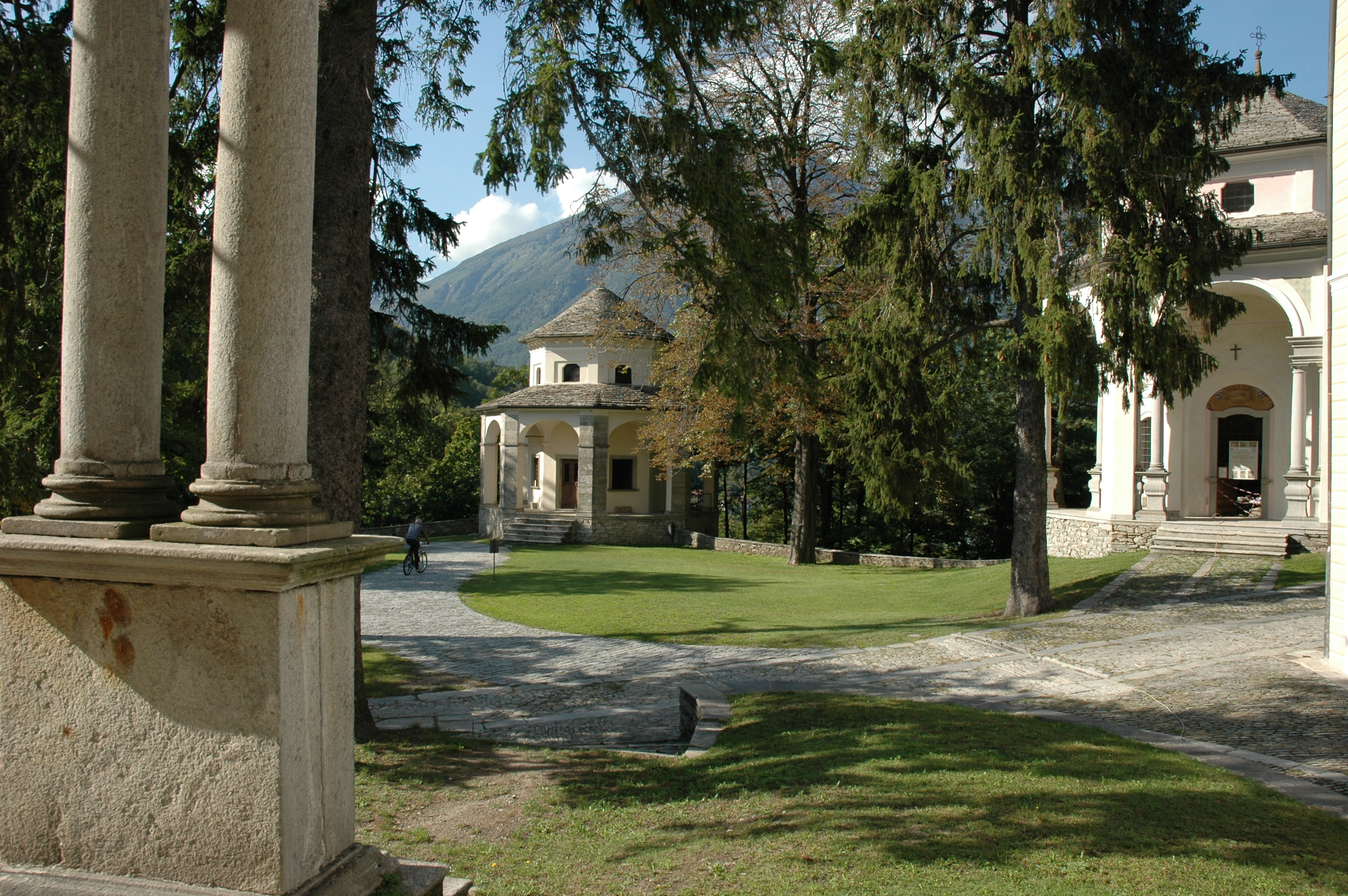
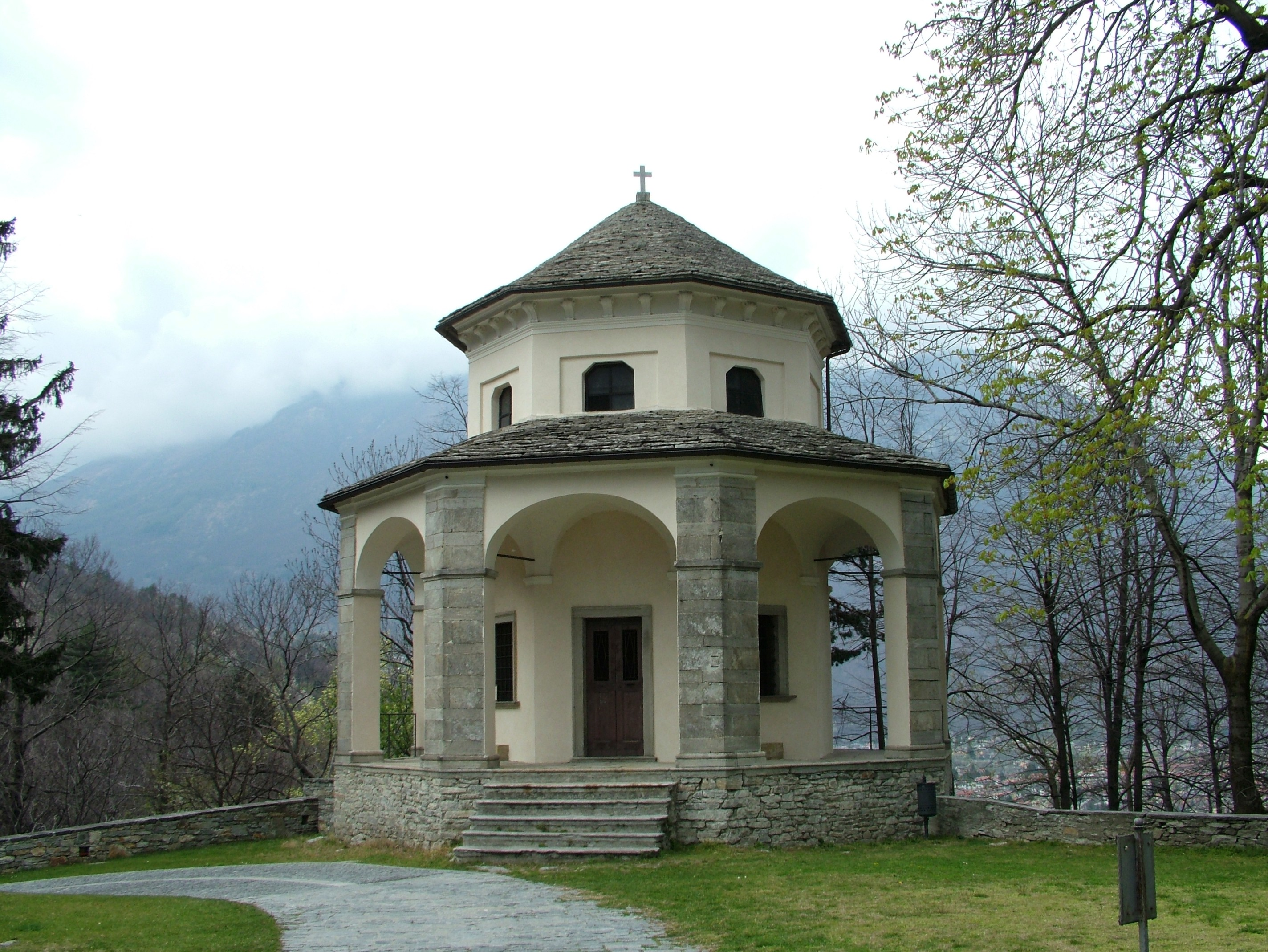